# ریچارد گیوس
ریچارد گیوس (به انگلیسی: Richard Geaves) بازیکن فوتبال زادهٔ ۶ مه ۱۸۵۴ اهل کشور انگلستان بود که سابقهٔ بازی در تیم ملی فوتبال انگلستان را در کارنامهٔ خود دارد. وی در تاریخ ۶ مه ۱۸۷۵ تنها بازی ملی خود را در مقابل تیم ملی فوتبال اسکاتلند انجام داد.